# 리투아니아의 정당
리투아니아의 정당 목록이다. 현재 리투아니아의 경우 다당제로 운영하고 있으며, 1896년에 설립된 리투아니아 사회민주당과 1993년에 설립된 조국연합-리투아니아 기독교민주당이 있다.

## 주요 정당
- 리투아니아 농민녹색연합 - 중도주의, 녹색 정치
- 조국연합-리투아니아 기독교민주당 - 기독교민주주의, 국민보수주의, 자유주의, 보수주의, 경제자유주의, 민족주의
- 리투아니아 사회민주당 - 사회민주주의
- 자유운동 - 자유주의
- 질서와 정의 - 민족주의, 국민보수주의, 자유주의, 보수주의, 우익대중주의
- 리투아니아 폴란드계 선거 행동 - 기독교민주주의, 국민보수주의, 폴란드계 소수 정치
- 노동당 - 사회자유주의, 대중주의, 중도주의
- 리투아니아 중앙당 - 민족주의, 국민보수주의, 우익대중주의, 중도주의
- 리투아니아 녹색당 - 녹색 정치

## 비주류 정당
- 용기의 길 - 대중주의, 반정치 부패
- 리투아니아 자유연합 - 자유주의, 기독교민주주의, 자유보수주의
- 리투아니아 국가연합 - 국가사회주의, 민족주의, 우익대중주의
- 리투아니아 국민연합 - 국가보수주의, 민족주의
- 리투아니아 인민당 - 중도주의, 친러파
- 리투아니아 러시아연합 - 러시아계 소수 정치
- 국가발전당 - 민족주의, 토지 균분론
- 사모기티아당 - 지역주의, 사모기티아계 소수 정치
- 사회주의 인민전선 - 공산주의, 사회민주주의, 마르크스-레닌주의, 좌익 민족주의
- 젊은 리투아니아 - 민족주의, 우익대중주의